# 仓德格矿区
仓德格矿区，是中华人民共和国新疆维吾尔自治区塔城地区和布克赛尔蒙古自治县下辖的一个乡镇级行政单位。

## 行政区划
仓德格矿区下辖以下地区：
赛尔煤业有限责任公司虚拟村。